# Rachel Cabari
Rachel Cabari (hebr.: רחל צברי, ang.: Rachel Tzabari, Rachel Tsabari, ur. 27 lipca 1909 w Tel Awiwie, zm. 16 lutego 1995) – izraelska polityk, w latach 1952–1969 poseł do Knesetu z listy Mapai.
W wyborach parlamentarnych w 1951 nie dostała się do izraelskiego parlamentu, jednak w drugim Knesecie zasiadła 4 kwietnia 1952, po śmierci Jechezkela Hena. Zasiadała w Knesetach II, III, IV, V i VI kadencji, przy czym w tym ostatnim z listy Koalicji Pracy.